# Mahdałyniwka (obwód zaporoski)
Mahdałyniwka (ukr. Магдалинівка) – wieś na Ukrainie, w obwodzie zaporoskim, w rejonie zaporoskim, w hromadzie Komyszuwacha. W 2001 liczyła 462 mieszkańców, spośród których 419 wskazało jako ojczysty język ukraiński, 38 rosyjski, a 5 ormiański.